# San Matías Tlalancaleca
San Matías Tlalancaleca là một đô thị thuộc bang Puebla, México. Năm 2005, dân số của đô thị này là 17069 người.